# 人民路街道 (淮北市)
人民路街道，是中华人民共和国安徽省淮北市相山区下辖的一个乡镇级行政单位。

## 行政区划
人民路街道下辖以下地区：
曙光社区、康乐社区、园林社区、杈园社区和锦华苑社区。